# Cantón de Massat
El cantón de Massat era una división administrativa francesa, que estaba situada en el departamento de Ariège y la región de Mediodía-Pirineos.

## Composición
El cantón estaba formado por seis comunas:
- Aleu
- Biert
- Boussenac
- Le Port
- Massat
- Soulan

## Supresión del cantón de Massat
En aplicación del Decreto n.º 2014-174 de 18 de febrero de 2014, el cantón de Massat fue suprimido el 22 de marzo de 2015 y sus 6 comunas pasaron a formar parte del nuevo cantón de Couserans-Este.